# 1919年ウィンブルドン選手権
1919年 ウィンブルドン選手権（1919ねんウィンブルドンせんしゅけん、The Championships, Wimbledon 1919）に関する記事。イギリス・ロンドン郊外にある「オールイングランド・ローンテニス・アンド・クローケー・クラブ」にて開催。

## 大会の流れ
- 1914年に第1次世界大戦が勃発し、ウィンブルドン選手権は1915年から1918年まで開催が中断された。本年度は、終戦後5年ぶりに再開された選手権大会である。テニス4大大会の場合、全米選手権だけは戦時中も続行されていたが、終戦後の4大大会としては本大会が最初のイベントになる。
- 男女シングルス・男子ダブルスは「チャレンジ・ラウンド」（Challenge Round, 挑戦者決定戦）と「オールカマーズ・ファイナル」（All-Comers Final）方式で優勝を決定していた。大会前年度優勝者を除く選手は「チャレンジ・ラウンド」に出場し、前年度優勝者への挑戦権を争う。前年度優勝者は、無条件で「オールカマーズ・ファイナル」に出場できる。チャレンジ・ラウンドの勝者と前年度優勝者による「オールカマーズ・ファイナル」で、当年度の選手権優勝者を決定した。
- 1913年から選手権の公式競技になった女子ダブルス・混合ダブルスでは、チャレンジ・ラウンドやオールカマーズ・ファイナルは実施せず、通常と同じトーナメント方式で優勝を争った。

## 大会前年度優勝者
- 男子シングルス： ノーマン・ブルックス
- 女子シングルス： ドロテア・ダグラス・チェンバース
- 男子ダブルス： ノーマン・ブルックス＆ アンソニー・ワイルディング　［ペアの1人、ワイルディングが第1次世界大戦で戦死］

## 男子シングルス

### チャレンジラウンド
準々決勝
- ジョシア・リッチー vs.  チャールズ・ディクソン　4-6, 6-4, 6-3, 6-3
- ジェラルド・パターソン vs.  アンドレ・ゴベール　10-8, 6-3, 6-2
- アルガーノン・キングスコート vs.  パット・オハラウッド　6-4, 3-6, 6-3, 1-6, 6-4
- チャールズ・ガーランド vs.  ロナルド・トーマス　6-4, 6-0, 6-1

準決勝
- ジェラルド・パターソン vs.  ジョシア・リッチー　6-1, 7-5, 1-6, 6-3
- アルガーノン・キングスコート vs.  チャールズ・ガーランド　6-1, 6-4, 2-6, 5-7, 6-4

決勝
- ジェラルド・パターソン vs.  アルガーノン・キングスコート　6-2, 6-1, 6-3

### オールカマーズ決勝
- ジェラルド・パターソン vs.  ノーマン・ブルックス　6-3, 7-5, 6-2　（パターソンが本大会の優勝者になる）

## 女子シングルス

### チャレンジラウンド
準々決勝
- ジェラルディン・ビーミッシュ vs.  オーリア・エッジングトン　6-8, 6-3, 6-2
- フィリス・サッタースウェイト vs.  ジョーン・ウィンチ　6-3, 6-4
- スザンヌ・ランラン vs.  キティ・マッケイン　6-0, 6-1
- エリザベス・ライアン vs.  マーベル・パートン　6-2, 6-3

準決勝
- フィリス・サッタースウェイト vs.  ジェラルディン・ビーミッシュ　6-4, 10-8
- スザンヌ・ランラン vs.  エリザベス・ライアン　6-4, 7-5

決勝
- スザンヌ・ランラン vs.  フィリス・サッタースウェイト　6-1, 6-1

### オールカマーズ決勝
- スザンヌ・ランラン vs.  ドロテア・ダグラス・チェンバース　10-8, 4-6, 9-7　（ランランが本大会の優勝者になる）

## 決勝戦の結果
男子シングルス
- ジェラルド・パターソン vs.  ノーマン・ブルックス　6-3, 7-5, 6-2　［オールカマーズ決勝］

女子シングルス
- スザンヌ・ランラン vs.  ドロテア・ダグラス・チェンバース　10-8, 4-6, 9-7　［オールカマーズ決勝］

男子ダブルス
- パット・オハラウッド＆ ロナルド・トーマス vs.  ランドルフ・ライセット＆ ロドニー・ヒース　6-4, 6-2, 4-6, 6-2　［チャレンジラウンド決勝］

女子ダブルス
- スザンヌ・ランラン＆ エリザベス・ライアン vs.  ドロテア・ダグラス・チェンバース＆ エセル・トムソン・ラーコム　4-6, 7-5, 6-3

混合ダブルス
- ランドルフ・ライセット＆ エリザベス・ライアン vs.  アルバート・プレブル＆ ドロテア・ダグラス・チェンバース　6-0, 6-0